# Gavilanes (Ávila)
Gavilanes es un municipio y localidad española de la provincia de Ávila, en la comunidad autónoma de Castilla y León. En 2017 contaba con una población de 598 habitantes.

## Geografía
La localidad se encuentra situada a una altitud de 678 m sobre el nivel del mar.
| Noroeste: Serranillos    | Norte: Serranillos | Noreste: Mijares        |
| Oeste: Pedro Bernardo    | | Este: Mijares           |
| Suroeste: Pedro Bernardo | Sur: Sartajada (provincia de Toledo), Almendral de la Cañada (provincia de Toledo) y Navamorcuende (provincia de Toledo) | Sureste: Pedro Bernardo |

## Historia
La Edad del Hierro está representada por diversos castros y una necrópolis con enterramientos de urnas con depósitos de adornos y armas de esta cultura. A partir del año 1100 aproximadamente el caballero serrano Blasco Jimeno "el Grande" repuebla y funda los pueblos del valle del Alto Tiétar. En el siglo XIV el nombre de "Los Gavilanes" aparece en el Libro de la Montería del rey Alfonso XI. Este mismo rey encarga al caballero Gil Blázquez la reparación y repoblación del pueblo de Gavilanes.
En el año 1393, Gavilanes se incorpora al señorío que se crea en la villa de Mombeltrán para premiar los servicios del noble Ruy Lope Dávalos, pasando en el 1438 los derechos al condestable de Castilla, Álvaro de Luna, hasta la ejecución del valido, recayendo esta vez la posesión en el duque de Alburquerque, Beltrán de la Cueva, permaneciendo en dicho estado hasta el año 1830.
Fecha clave para Gavilanes es el año 1703, en el que, a través del Pacto de la Concordia, incorpora jurisdicción propia, anexionándose la mayor parte del despoblado Las Torres y creando así una comarca independiente creada por el duque.
Hacia mediados del siglo XIX, el lugar tenía contabilizada una población de 446 habitantes. Aparece descrito en el octavo volumen del Diccionario geográfico-estadístico-histórico de España y sus posesiones de Ultramar de Pascual Madoz de la siguiente manera:

GAVILANES: l. con ayunt. de la prov y dióc. de Avila (11 hor.), part. jud. de Arenas de San Pedro (4), aud. terr. de Madrid (17), c. g. de Castilla la Vieja (Valladolid 45). sit. tamiento de Benavides. sit. en terreno llano, con libre ven en la serrania, entre elevados cerros y en una especie de valle ó meseta, le combaten con mas frecuencia los vientos S. y O., y su clima es templado y sano. Tiene 160 casas de buena distribucion interior; 6 calles estrechas y oscuras, una plaza en el centro en la que está la casa de ayunt., cárcel, y el local para la escuela, estaque solo es de instruccion primaria; se ve concurrida de unos 50 alumnos, que dan de retribucion al maestro 1,020 rs. segun sus clases, ademas está dotado con 1,500 rs. por los fondos de propios; una fuente con dos caños y un pilon cuadrilongo de canteria labrada, sus aguas son buenas y abundantes, y de ellas se surten los vecinos para sus usos y el de los ganados, y una igl. parr. (Sta. Ana), servida por un párroco, cuyo curato es de entrada de presentacion de S. M. en los meses apostólicos, y del obispo en los ordinarios: el cementerio está sit. al N. del pueblo en parage que no ofende la salud pública. El térm. se estiende desde 1/2 hor. á 3/4, y confina N. Sta. Cruz del Valle; E. Mijares; S. Hontanares, y O. Rama Castaña. Comprende bastantes huertos, que se riegan con diferentes manantiales y una garganta que corre con dirección de N. á S. por espacio de 1 y 1/2 hora; hasta incorporarse con el r. Rama Castaña. El terreno es áspero, montañoso, pero ameno, pintoreseo y fructífero; cubierto de pinos, castaños, olivos y toda clase de árboles frutales. caminos: los que dirigen á los pueblos limítrofes. prod.: trigo, centeno, aceite, castañas, esquisito vino, variadas frutas y abundancia de pastos, mantiene ganado lanar, cabrio, vacuno y de cerda: cria caza de liebres y perdices, pesca menor y algunas truchas. ind. y comercio: la agrícola, grangería y esportacion de los frutos sobrantes. pobl.: 120 vec., 446 alm. cap. prod.: 587,925 rs. imp.: 23,157. ind. y fabril: 11,650. contr.: 5,832 rs. con 2 mrs.
(Madoz, 1847, pp. 337-338)

## Demografía
Gavilanes cuenta con una población de 529 habitantes (INE 2024).
| Gráfica de evolución demográfica de Gavilanes entre 1842 y 2021                                                       |
| |
| Población de derecho según los censos de población del INE. Población de hecho según los censos de población del INE. |

## Símbolos
El escudo heráldico y la bandera que representan al municipio fueron aprobados oficialmente el 19 de junio de 1986. El escudo se blasona de la siguiente manera:

Escudo Heráldico: Partido y medio cortado. 1.º De plata, dos gavilanes puestos en palo. 2.º De oro, seis roeles de azur. 3.º De azur, la torre de oro. Al timbre, Corona Real cerrada.
Boletín Oficial de Castilla y León nº 72 de 30 de junio de 1986

La descripción textual de la bandera es la siguiente:

Bandera: De color carmesí, cargando en el centro el Escudo Heráldico Municipal.
Boletín Oficial de Castilla y León nº 72 de 30 de junio de 1986

## Gastronomía
Si nos remitimos al resto de la tradición culinaria, habremos de destacar como platos típicos los siguientes:
- El cuchifrito: carne de cabrito cocido en caldereta.
- Sopa de cachuela o de tomate: ya fueran condimentadas con resto de matanza o con el fruto de la tomatera.
- Asadurilla: frito de asadura de cerdo o cabrito rehogada con especias, orégano, cebolla y pimientos.
- Somarro: carne de cerdo a las brasas.
- Salmorejo: ejecutado con hígado de cerdo y especias.
- Burrajo: frito del relleno de morcilla.
- Sofrito, hecho a la sartén con tomate, pimiento, ajo y cebolla.
- Rin-ran: gazpacho que se servía en cazuela de barro a base de pimientos, cebolla, pimentón, ajo y trozos de pan duro disuelto en agua y vinagre; era almuerzo obligatorio de los segadores, quienes hacían una pausa a las doce para degustarlo como refresco.

- Sopa de ajo con torreznos y huevo escalfado.
- Patatas guisadas: se hacen en sartén con pimiento, cebollas, pimentón y ajo, a fuego de leña muy lento.
- Carillas, en puchero y rehogadas con oreja de cerdo y morcilla.
- Migas: trozos de pan atrasado humedecidos en agua y fritos con aceite, ajos y pimentón; se le añaden torreznos y chorizo.
- Ensalada de patatas: se asan patatas pequeñas sin pelar en el rescoldo, cubiertas de ceniza; se trocean a cachuelo en olla de barro, se le pican cebolla y se rehogan con aceite de oliva y vinagre.

Otro aspecto no escaso de esta gastronomía son los postres:
- Cortaíllos: hechos con harina, huevos, anises y azúcar, cocidos en horno de leña, en forma de roeles.
- Flores: pasta finísima de harina y huevos, troquelada con un instrumento en forma de flor y largo mango de hierro.
- Natillas y arroz con leche.
- Arrope: dulce hecho a partir de calabaza endurecida con cal y melaza de higos negros.
- Buñuelos de huevos y harina candeal.
- Sopetón: rodaja de pan pringada en aceite nuevo, tostada al fuego y espolvoreada con azúcar..
- Hornazo: bollo con huevo, miel y azúcar.
- Palomitas: torta de granos de maíz mezclados con miel y tostados en sartén.
- Calostros: especie de yogur dulce a partir de las primeras leches que dan las vacas después del parto.